# Gianfrancesco Ugoni
Gianfrancesco Ugoni foi um prelado católico romano que serviu como bispo de Famagusta (1530–1543).

## Biografia
No dia 10 de janeiro de 1530, Gianfrancesco Ugoni foi nomeado Bispo de Famagusta durante o papado de Clemente VII. Em fevereiro de 1530, foi consagrado bispo por Paolo Zane, bispo de Brescia, e Mattia Ugoni, Bispo Emérito de Famagusta. Serviu como Bispo de Famagusta até à sua morte em 1543.